# Григорівська сільська рада (Каховський район)
Григо́рівська сільська́ ра́да — адміністративно-територіальна одиниця та орган місцевого самоврядування в Чаплинському районі Херсонської області. Адміністративний центр — село Григорівка.

## Загальні відомості
- Територія ради: 80 км²
- Населення ради: 1 814 особи (станом на 2001 рік)

## Населені пункти
Сільській раді були підпорядковані населені пункти:
- с. Григорівка

## Склад ради
Рада складалася з 16 депутатів та голови.
- Голова ради: Кліщевський Сергій Олександрович
- Секретар ради: Пашковська Ніна Степанівна

### Керівний склад попередніх скликань
| Прізвище, ім'я, по батькові      | Основні відомості                                                                     | Дата обрання | Дата звільнення |
| -------------------------------- | ------------------------------------------------------------------------------------- | ------------ | --------------- |
| Кліщевський Сергій Олександрович | Сільський голова, 1976 року народження, освіта незакінчена вища, член Партії регіонів | 26.03.2006   | 31.10.2010      |
| Кліщевський Сергій Олександрович | Сільський голова, 1976 року народження, освіта незакінчена вища, член Партії регіонів | 31.10.2010   |                 |

Примітка: таблиця складена за даними сайту Верховної Ради України

### Депутати
За результатами місцевих виборів 2010 року депутатами ради стали:

#### За суб'єктами висування
| Суб'єкт висування                                       | Кількість обраних депутатів | %    |
| ------------------------------------------------------- | --------------------------- | ---- |
| Партія регіонів                                         | 14                          | 87,5 |
| Народна партія                                          | 1                           | 6,3  |
| Політична партія Всеукраїнське об'єднання «Батьківщина» | 1                           | 6,3  |

#### За округами
| № округу                                                | Прізвище, ім'я, по батькові       | Дата визнання обраним | Освіта             | Партійна приналежність                        | Відомості про обраного депутата                      |
| ------------------------------------------------------- | --------------------------------- | --------------------- | ------------------ | --------------------------------------------- | ---------------------------------------------------- |
| Народна Партія                                          |                                   |                       |                    |                                               |                                                      |
| 9                                                       | Кульчицька Валентина Василівна    | 01.11.2010            | середня спеціальна | член Народної партії                          | Григорівська сільська рада, землевпорядник           |
| Партія регіонів                                         |                                   |                       |                    |                                               |                                                      |
| 1                                                       | Янович Павло Миколайович          | 01.11.2010            | середня спеціальна | член Партії регіонів                          | приватний підприємець                                |
| 2                                                       | Главацький Анатолій Петрович      | 01.11.2010            | середня            | позапартійний                                 | КП «Струмок», водій                                  |
| 3                                                       | Назарова Олана Вікторівна         | 01.11.2010            | вища               | позапартійна                                  | приватний підприємець, продавець                     |
| 4                                                       | Пашковська Ніна Степанівна        | 01.11.2010            | вища               | позапартійна                                  | Григорівська сільська рада, секретар                 |
| 6                                                       | Янович Сергій Миколайович         | 01.11.2010            | середня спеціальна | член Партії регіонів                          | приватний підприємець                                |
| 7                                                       | Рогальський Геннадій Анатолійович | 01.11.2010            | вища               | позапартійний                                 | приватний підприємець                                |
| 8                                                       | Шонія Ганна Леонідівна            | 01.11.2010            | вища               | член Партії регіонів                          | Дитячий садок"Дзвіночок", завідувачка                |
| 10                                                      | Бігоцька Оксана Валентинівна      | 01.11.2010            | середня спеціальна | член Партії регіонів                          | ТОВ «Вішва-Ананда», різноробоча                      |
| 11                                                      | Солопчук Надія Василівна          | 01.11.2010            | середня спеціальна | позапартійна                                  | Григорівський Будинок культури, художній керівник    |
| 12                                                      | Гадючко Галина Миколаївна         | 01.11.2010            | середня спеціальна | член Партії регіонів                          | Григорівський фельдшерсько-акушерський пункт, акушер |
| 13                                                      | Германович Валентина Петрівна     | 01.11.2010            | незакінчена вища   | член Партії регіонів                          | Григорівська сільська рада, технічний працівник      |
| 14                                                      | Кархут Інна Леонідівна            | 01.11.2010            | середня спеціальна | позапартійна                                  | ТОВ «Вішва-Ананда», вагар                            |
| 15                                                      | Копівська Раїса Олександрівна     | 01.11.2010            | середня спеціальна | позапартійна                                  | ТОВ «Вішва-Ананда», обліковець                       |
| 16                                                      | Бартківська Ірина Миколаївна      | 01.11.2010            | середня            | член Партії регіонів                          | ПП"Мироненко", продавець                             |
| Політична партія Всеукраїнське об'єднання «Батьківщина» |                                   |                       |                    |                                               |                                                      |
| 5                                                       | Гнатовська Людмила Петрівна       | 01.11.2010            | середня спеціальна | член Всеукраїнського об'єднання «Батьківщина» | Відділ зв'язку, листоноша                            |

## Населення
Згідно з переписом УРСР 1989 року чисельність наявного населення сільської ради становила 1748 осіб, з яких 838 чоловіків та 910 жінок.
За переписом населення України 2001 року в сільській раді мешкало 1809 осіб.

### Мова
Розподіл населення за рідною мовою за даними перепису 2001 року:
| Мова       | Відсоток |
| ---------- | -------- |
| українська | 87,05 %  |
| російська  | 5,68 %   |
| вірменська | 0,11 %   |
| молдовська | 0,06 %   |
| інші       | 7,10 %   |